# Aži Daháka

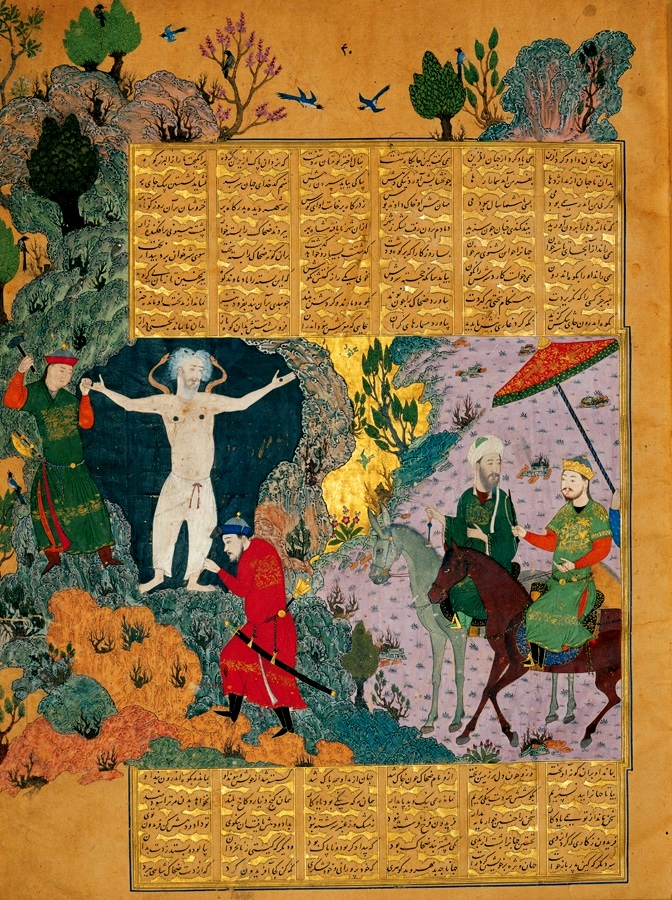
Zóhak připoutaný k hoře Damávand, miniatura z Baysonqorova Šáhnáme z roku 1430

Aži Daháka je záporná postava z perské mytologie. Přestože je v Avestě popisován jako tříhlavý a šestioký drak chová se jako člověk a v pozdějším Šáhnáme, kde je znám jako Zóhak, jeho dračí rysy téměř mizí. Jeho protivníkem je Thraétaona, v Šáhnáme zvaný Ferídún.
Avestánské aži znamená „had“, zatímco daháka souvisí s védským dása, což je označení zvláštní skupiny démonických bytostí. Ve védské tradici odpovídá Aži Daháka drakovi zabitému Tritou Áptjou, protějškem Thraétaony, zvanému Višvarúpa „mající všechny podoby“ či Triširas „trojhlavý“. To jej spojuje s dračími protivníky hromovládců jako je Vrtra bojující s Indrou, Jörmungandr s Thórem nebo Zeus s Týfónem. Dalším příbuzným monstrem je tříhlavý Géryonés z řecké mytologie jehož porazil Héraklés a získal tak jeho krásná stáda. Motiv hrdiny odvádějící stáda svého dračí protivníka se objevuje i u Višvarúpy a Vrtry, ale u Aži Daháky chybí. Podle Calverta Watkinse však tento drak stejným způsobem po své porážce přichází o své manželky – použité sloveso az bylo používáno jak pro ukořistění jak stád tak žen.

## Avesta
Podle avestského jaštu 9 je Aži Daháka:
„...třihubý, trojhlavý, šestioký, s tisíci smysly, nejmocnější, krutý Drudž, démon, zhouba světa, nejsilnější Drudž, jehož Angra Mainju stvořil, aby kazil viditelný svět, aby zničil svět Svatého řádu.“
V jaštu 5 Aži Daháka obětuje Ardví Súrá Anáhitě aby mu pomohla získat chvarenu, která opustila hříšného krále Jimu, jehož dvě dcery Sahnavak a Arenavak se za Daháku provdaly. Aži Dahákovi a jeho bratru Spitjurovi se však postaví Átar „Oheň“ poslaný Ahura Mazdou, porazí je, ochrání chvarenu a odnese ji do jezera Vourukaša. Nakonec je Aži Daháka poražen Thraétaonem a držen v zajetí až do Frašokereti – konce světa kdy jej na útěku zabije Keresáspa.
Mezi další aží, draky či hady, objevující se v Avestě patří žlutozelený a rohatý Aži Srvara krmící se lidmi a koňmi, Gandarewa se zlatými patami ohrožující jezero Vourukaša a mladý Snávidka, který chce poté, co dospěje zapřáhnout všechny dobré i zlé duchy.

## Šáhnáme
Podle Šáhnáme byl Zóhak synem váženého a čestného muže z Arábie, odvážným a nevinným hrdinou trávícím většinu čase v sedle. Přisouzení arabského původu Zóhakovi může souviset s nenávistí k arabským dobyvatelům Íránu. O něco starší Bundahišn na místo toho spojuje Zóhaka s Mezopotámií. Démon přestrojený za cizince na něm však svou výmluvností vylákal slib oddanosti a vyžádal si ně nam zabití jeho otce, což nakonec Zohák neochotně učinil. Dohoda s démonem vede k hrdinově proměně – na ramenou mu vyrostou dva černí hadi, které musí krmit lidskými mozky a kterých se nejde zbavit. Poté je nalezen muži Džamšída (avestského Jimu), který v důsledku svých hříchů ztratil svou královskou moc, prohlášen králem a za manželky jsou mu dány Džamšídovy dcery Šahrnáz a Arnavaz (avestská Sahnavak a Arenavak). Zóhakova krutá vláda trvala tisíc let a každý den byli obětováni jeho hadům mladí muži. Proti králi tak povstane několik velmožů v čele s kovářem Kávem. Samotnému Zóhakovi se zdál sen o potomku královského rodu který jej přemůže, tím je Ferídún (avestský Thraétaona). Po své porážce je připoután k hoře Damávand kde hadi pojídají zaživa jeho mozek. Po svém propuštění spálí třetinu světa – to připomíná severský motiv připoutaného Fenriho a Lokiho, kteří při Ragnaröku uniknou, zpustoší Midgard, způsobí všeobecný chaos a v poslední bitvě zaútočí na Ásy.